# Солонцов Петро Юхимович
Петро Юхимович Солонцов (1902, село Воронцовка Воронцовського повіту Воронезької губернії, тепер Павловського району Воронезької області, Російська Федерація — ?) — радянський військовий діяч, політичний працівник, начальник політичного управління Одеського військового округу, полковник. Депутат Верховної Ради УРСР 2-го скликання.

## Біографія
Народився у родині селянина-бідняка Юхима Івановича Солонцова. Закінчив чотири класи сільської школи. Навчався шевству, працював у господарстві батька.
З квітня 1924 року — в Червоній армії. Служив червоноармійцем вартового батальйону в місті Тифлісі (Тбілісі). У грудні 1924 року вступив до комсомолу.
З серпня 1925 року — курсант Тбіліського військово-політичного училища.
Член ВКП(б) з 1926 року.
Після закінчення військово-політичного училища служив три роки політичним керівником роти стрілецького полку. У 1930—1933 роках — політичний керівник підрозділу аеродромної служби. З 1933 року — секретар бюро партійної організації танкового батальйону.
Освіта вища. Закінчив Військово-політичну академію імені Леніна.
Після закінчення академії призначений на посаду інспектора політичного управління Закавказького військового округу.
У січні 1940 — 1941 р. — військовий комісар стрілецько-кулеметного училища; військовий комісар Рязанського піхотного училища Московського військового округу.
Учасник німецько-радянської війни з 1941 року. У жовтні 1941 — червні 1942 р. — військовий комісар 172-ї стрілецької дивізії, яка оборонялася в Криму. У 1942 — 1943 р. — начальник політичного відділу 58-ї армії Закавказького фронту. Брав участь в боях на Північному Кавказі, Кубані, на Дніпрі та під Вишнім Волочком.
З березня 1944 року — начальник політичного управління Одеського військового округу.
Потім — у відставці.

## Звання
- полковий комісар
- бригадний комісар (27.04.1942)
- полковник

## Нагороди
- два ордени Червоного Прапора
- орден Червоної Зірки (19.06.1943)
- ордени
- медалі